# Новозеландски долар
Долар је званична валута и средство плаћања на Новом Зеланду. Уведен је 1967. а такође се користи на острвима Нијуе и Питкерн, Територији Рос као и уз локалне кованице на Куковим Острвима. Обележава се симболом за долар $ али често уз NZ како би се разликовао од других долара. Дели се на 100 центи. Међународни код валуте је NZD.
Новозеландски долар је тренутно једна од првих десет валута по обиму трговања у свету.
Доларе издаје Банка за новчане резерве Новог Зеланда (Reserve Bank of New Zealand). Инфлација у 2011. износила је 4,5%.
Новчанице се издају у апоенима од 5, 10, 20, 50 и 100 долара а ковани новац у апоенима од 1 и 2 долара као и 10, 20 и 50 центи.
Једна од специфичности новозеландског долара је да се попут аустралијског не штампа на хартији већ да се производи од посебне пластике. Тако су новчанице дуготрајније а знатно је смањена опасност од фалсфиковања. Производи их компанија Note Printing Australia.